# Palacio de Deportes de Murcia
Die Palacio de Deportes de Murcia (deutsch Sportpalast von Murcia) ist eine Mehrzweckhalle in der spanischen Stadt Murcia, der gleichnamigen Autonomen Gemeinschaft am Mittelmeer im Südosten des Landes. Die Mehrzweckarena wird hauptsächlich als Heimspielstätte des Basketballclubs CB Murcia sowie des Futsalvereins ElPozo Murcia FS genutzt. Die Halle bietet 7454 Plätze (6026 Plätze auf festen Rängen und 1428 Plätze auf beweglichen Tribünen). Mit Zusatztribünen sind es etwa 9000 Plätze. Neben dem Sport werden u. a. Konzerte oder politische Versammlungen veranstaltet.

## Geschichte
1994 wurde der 4,5 Milliarden Pts teure Bau eingeweiht. Das erste Spiel war die Begegnung zwischen dem CB Murcia und Festina Andorra. Zwei Jahre später war die Halle Veranstaltungsort des Final Eight im spanischen Basketballpokal, Copa del Rey de Baloncesto, 1996. Im November und Dezember des Jahres machte die Futsal-Weltmeisterschaft 1996 Station in Murcia. Dort trugen zwei der vier Vorrundengruppe ihre Partien aus. In den Jahren 1995, 1997 und 2001 wurde in der Halle der spanische Pokalsieger im Futsal (Copa de España de Fútbol Sala) ermittelt. Beim All-Star-Game der Liga ACB 1998 standen sich eine Auswahl spanischer Ligaspieler und eine Auswahl ausländischer Spieler der Liga (96:99) gegenüber. Zum MVP wurde Alfonso Reyes vom CB Estudiantes gewählt. 2006 wurde in der Sportarena die Padel-Weltmeisterschaften ausgetragen. Zwei Final-Four-Endrunden fanden im UEFA-Futsal-Pokal 2006/07 und Volleyball Champions League der Frauen 2007/08 in der Halle von Murcia statt. Darüber hinaus wurden Spiele der Eliterunde des UEFA-Futsal-Pokals 2012/13 in der Sporthalle ausgetragen.
In der Halle steht ein komplettes Fitnessstudio mit Kraftraum und Geräten bereit. Es können weitere Sportarten wie Aerobic, Aikidō, Bogenschießen, Judo, Ringen, Pilates, Taekwondo, Squash, Bodybuilding und Konditionstraining ausgeübt werden.